# Puy de Chambourguet (Besse-et-Saint-Anastaise)
Pour l’article homonyme, voir Puy de Chambourguet (La Tour-d'Auvergne).
Le puy de Chambourguet est un sommet des monts Dore dans le Massif central.

## Géographie

### Situation
Le puy est situé sur la commune de Besse-et-Saint-Anastaise et surplombe la station de sports d'hiver de Super-Besse.

### Géologie
Le sous-sol du puy de Chambourguet est constitué de basalte.

## Activités

### Protection environnementale
Le puy est répertorié dans la ZNIEFF de type 2 « Monts Dore ».

### Randonnée
Un chemin de randonnée offre un accès au sommet, offrant une vue sur la station de Super-Besse, le lac Pavin et les monts du Cantal.